# المتحف الأثري والإثنوغرافيا (باكو)
متحف الآثار والإثنوغرافيا ( بالأذرية: Arxeologiya və etnoqrafiya muzeyi )، هو متحف تاريخي تأسس في عام 1976 في باكو عاصمة الأذربيجان. ويخضع لأكاديمية العلوم الوطنية الأذربيجانية. يعمل المتحف يوميُا من الساعة 10:00 صباحًا حتي الساعة 17:00 مساءً، كل يوم باستثناء السبت والأحد.

## التاريخ
تم تأسيس المتحف في عام 1976. سُمى متحف الآثار والإثنوغرافيا بنسبة إلى المهندس المعمار الأذربيجاني الشهير ميكايل هوسينوف. يحتوي المتحف على مجموعة هامة من تاريخ أذربيجان القديمة التي تغطي الفترة بين القرنين التاسع عشر والعشرين.
يتكون المتحف من جزأين:
- جزء الإثنوغرافيا أو مواد الإثنوغرافية ويعود إلى القرنين التاسع عشر والعشرين. ويعكس القسم ثقافة الدول القديمة التاريخية، وثقافة أذربيجان في العصور القديمة، وأسلوب حياة الأجداد، والثقافة الروحية.
- القسم الأثري والاكتشافات الأثرية، ويعكس جميع مراحل التطور التاريخي لأذربيجان.

في عام 2008 تم ترميم المتحف.

## الموقع
يقع المتحف في المدينة القديمة، لشارع بويوك قالى، 42.